# Игонен, Матвей
Матвей Игонен (эст. Matvei Igonen; 2 октября 1996, Таллин, Эстония) — эстонский футболист, вратарь клуба «Подбескидзе» и сборной Эстонии.

## Биография

### Клубная карьера
Родился 2 октября 1996 года в Таллине. Футболом начал заниматься в возрасте 8-9 лет в школе местного клуба «Аякс Ласнамяэ». Первый тренер — Эдуард Виноградов. В 2007 году попал в систему «ФКИ Таллинн», выступавшего на тот момент в пятой по значимости лиге Эстонии. В 2012 году стал привлекаться к основной команде, за которую дебютировал 18 марта 2012 года в матче Эсилиги против фарм-клуба «Таммеки». По итогам сезона клуб занял первое место и получил право на переход в Высшую лигу. В период с 2013 по 2017 год провёл 129 матчей и пропустил 149 мячей в чемпионате Эстонии.
5 января 2018 года перешёл в клуб чемпионата Норвегии «Лиллестрём», с которым подписал трёхлетний контракт. В сезоне 2018 года сыграл 5 матчей в высшем дивизионе Норвегии, также выступал за дубль «Лиллестрёма» в низших лигах.
В ходе сезона 2019 года был отдан в аренду в таллинскую «Флору», а в начале следующего сезона подписал полноценный контракт с клубом. Чемпион Эстонии 2019 и 2020 годов, обладатель Кубка и Суперкубка страны.

### Карьера в сборной
Выступал за сборную Эстонии во всех возрастных категориях, начиная с команды U-15. С 2014 года вызывался в основную сборную Эстонии, однако дебютировать смог лишь 23 ноября 2017 года в матче со сборной Вануату, проходившего в рамках тихоокеанского турне.

## Достижения

### Командные
ФКИ «Таллинн»
- Чемпион Эстонии (1): 2016
- Обладатель Кубка Эстонии (1): 2017
- Обладатель Суперкубка Эстонии (1): 2017
- Победитель Эсилиги (1): 2012

### Личные
- Молодой игрок года: 2013, 2014
- Вратарь года: 2015/2016[5]